# Zajčji otok (Sankt Peterburg)
Zajčji otok (rusko Заячий остров)  je otok v reki Nevi v Sankt Peterburgu, Rusija. Kronverški kanal ga ločuje od Petrograjskega otoka proti severu, na katerega ga povezujeta Kronverški in Ioanovski mostova.

## Zgodovina
Zajčji otok je bil do leta 1703 večinoma močvirnat, nenaseljen in neugleden, ko je Peter Veliki tam začel gradnjo Petropavlovske trdnjave, sam je položil temeljni kamen.
Do poznega 19. stoletja so bili znotraj trdnjave trije kanali, ki so otok razdelili na štiri dele. Kanali so bili zapolnjeni do konca 19. stoletja. Otok je opisan kot slikovit razgled na osrednji Sankt Peterburg (vključno z Zimskim dvorcem in otokom Vasiljevski) čez reko Nevo.
Na Zajčjem otoku je tudi cerkev sv. Petra in Pavla, kjer je pokopanih veliko članov rodbine Romanovih. Tja so bili 17. julija 1998 pokopani posmrtni ostanki carja Nikolaja II. in njegove družine, osemdeset let po tem, ko so jih usmrtili boljševiki.

### Masaker
V času Rdečega terorja (obdobje politične represije in množičnih pobojev, ki so jih izvajali boljševiki po začetku ruske državljanske vojne leta 1918) je bil otok prizorišče pokolov sovražnikov države. Trupla so bila odkrita med nedavno zgraditvijo ceste, ki povezuje parkirišče. Nekatere ocene kažejo, da je število zakopanih na stotine, potencialno pa v tisočih. Skupina Human right  trenutno skuša prepričati oblasti, naj grobove ustrezno preišče.